# Полуденный выстрел
Полуденный выстрел — существующая в Севастополе, Санкт-Петербурге, Владивостоке и Кронштадте традиция отмечать полдень выстрелом из артиллерийского орудия.
В Петербурге он производится со стены Нарышкина бастиона Петропавловской крепости, что предусмотрено статьёй 8 Устава Санкт-Петербурга.

## История
С лета 1703 года пушка на Государевом бастионе Петропавловской крепости сообщала о начале и прекращении работ. Уже в 1704 году на Государевом бастионе под пушечный залп поднимали и опускали флаг, который был поднят «от пробития утренней зари до вечерней». Позднее с крепостного вала Адмиралтейства пушка стала оповещать о подъёме воды в Неве во время наводнений.
Впервые в истории ежедневный полуденный выстрел из пушки стал производиться в Севастополе и Николаеве в 1819 году по приказу командующего Черноморским флотом адмирала А. С. Грейга в качестве сигнала, по которому сверялись и устанавливались корабельные, церковные и адмиралтейские часы. В 1865 году к этой традиции присоединился Петербург, в 1872 — Кронштадт, в 1889 — Владивосток.

### Севастополь
В Севастополе холостой выстрел производится на Северной стороне с исторической береговой батареи № 2, прилегающей к Константиновскому форту. Там установлена 85-мм морская пушка, которая и производит «полуденный выстрел». За техническое состояние орудия, доставку боеприпасов и хронометраж стрельбы отвечает орудийный расчёт из состава артиллерийского полка Черноморского флота. Традиция несколько раз прерывалась по разным причинам. Последний раз она возобновлена в 2016 году на тот момент командующим Черноморским флотом адмиралом А. В. Витко.

### Санкт-Петербург
6 (18) февраля 1865 года над Невой впервые был произведён пушечный выстрел со двора Адмиралтейства точно в полдень. Осенью 1872 года сигнальную пушку перенесли в Петропавловскую крепость.
С июля 1934 года традиция полуденного выстрела была отменена. Но в связи с празднованием 250-летия города с 23 июня 1957 года вновь стали производить полуденный выстрел. С 1958 года на Нарышкином бастионе находились две 152-мм гаубицы М-10 образца 1938 года; в апреле 2002 их заменили по причине исчерпания запаса зарядов. До 23 июня 2009 года выстрел производился из 152-мм гаубицы-пушки образца 1937 года (МЛ-20).
В настоящее время (2022 год) на Нарышкином бастионе для производства сигнального выстрела установлены две гаубицы Д-30 калибром 122 мм 1975 и 1979 годов выпуска. Их обслуживают два человека. Долгое время ответственными за сигнальные орудия были военнослужащие Ленинградского военного округа. Сейчас же орудия переданы в ведение РОСТО, а в их расчёт входят сотрудники Государственного музея истории Санкт-Петербурга, отставные военные. Они носят военно-морскую форму.
Выстрел производит одно орудие, второе является запасным. В исключительных случаях выстрел производится одновременно из двух орудий.
В 1987 году сигнальные орудия произвели один за другим 21 залп, салютуя крейсеру «Аврора», шедшему из доков после ремонта к месту своей стоянки. В марте 1988 года дополнительный выстрел прогремел в 14 часов 20 минут, оповестив о появлении на свет 5-миллионного жителя города. Пушка также делала неурочные выстрелы в 1998 году в день доставки в Петропавловскую крепость останков царской семьи, а затем — в день их захоронения. Одновременным выстрелом сразу из двух орудий в полночь Санкт-Петербург встретил 2001 год (наступление XXI века и 3-го тысячелетия).
Право произвести полуденный выстрел время от времени предоставляется почётным гражданам Санкт-Петербурга и высоким гостям города.
С 14 июня 2009 года традиция полуденного выстрела возобновлена в Севастополе (с Константиновского равелина), с 12 июня 2016 года — во Владивостоке (на Корабельной набережной).